# Hosakere, Chiknayakanhalli
Hosakere là một làng thuộc tehsil Chiknayakanhalli, huyện Tumkur, bang Karnataka, Ấn Độ.